# Fole Mekaniska Verkstad
Fole Mekaniska Verkstad  var en mekanisk verkstad, först belägen i Fole socken, därefter i Visby.
Verkstaden grundades 1880 av Johan Vigström, som då anlade en liten reparationsverkstad vid ångkvarnen i Fole. 1881 flyttade han hem verkstaden till sin gård i Ringvide och bildade samma år bolaget Fole Mekaniska Verkstad. Verksamheten expanderade snabbt och 1884 uppfördes nya verkstadslokaler på annat håll i Fole. Till en början tillverkades främst radsåningsmaskiner och hästräfsor. Tidigt blev hackelsemaskiner en viktig produkt men även sågbänkar, bandsågar och kvarnverk. Lokomobiler togs också tidigt upp i produktionen, Fole kom att bli den fjärde största tillverkaren av lokomobiler i Sverige. 1894 började man även tillverka järnvägsvagnar för Gotlands järnvägs, och i samband med det flyttade man verksamheten från Fole till Visby, där de nya verkstadslokalerna invigdes 1895. 1904 ombildades verkstaden till aktiebolag. Under början av 1900-talet expanderade tillverkningen av järnvägsvagnar, man levererade vagnar bland annat till Stockholm–Rimbo Järnvägsaktiebolag och Mellersta Östergötlands Järnväg (MÖJ). 1908 råkade dock verkstaden i ekonomiska problem och gick 1909 i konkurs. Konkursförvaltaren kom att driva verksamheten vidare i liten skala men hade svårt att hitta en köpare för verksamheten. 1911 köpte dock Patrik Lilja upp verkstaden och startade 1912 Fole Nya Mekaniska Verkstad. Bolaget ombildades 1914 till Fole verkstadär, J. P. Lilja & Co.. Sedan Patrik Lilja avlidit 1928 lades verksamheten ned 1929.